# Gesellschaft zum Schutz von Bürgerrecht und Menschenwürde

Satzungsheft der GBM

Die Gesellschaft zum Schutz von Bürgerrecht und Menschenwürde e. V. (GBM) wurde im Mai 1991 in Berlin von entlassenen Wissenschaftlern, Juristen und Künstlern aus der ehemaligen DDR sowie vormaligen Mitarbeitern des Ministeriums für Staatssicherheit gegründet. Seit dem 10. Dezember 1992 war der Verein im Vereinsregister des Amtsgerichts Charlottenburg eingetragen. Die GBM war gemeinnützig.
Die GBM war 1994 Gründungsmitglied des Forums Menschenrechte, aus dem sie 2012 ausgeschlossen wurde, nachdem sie sich geweigert hatte, sich von ihren Äußerungen zum Mauerbau zu distanzieren.
Politikwissenschaftler, Historiker und Opferverbände der DDR-Diktatur warfen der GBM und insbesondere dem Stasi-Insiderkomitee DDR-Apologie, Geschichtsklitterung und Geschichtsrevisionismus vor.
Die GBM stellte im Dezember 2022 nach 31 Jahren ihre Tätigkeit ein.

## Gesellschaftlicher Hintergrund

Kopf der Zeitschrift „Icarus“

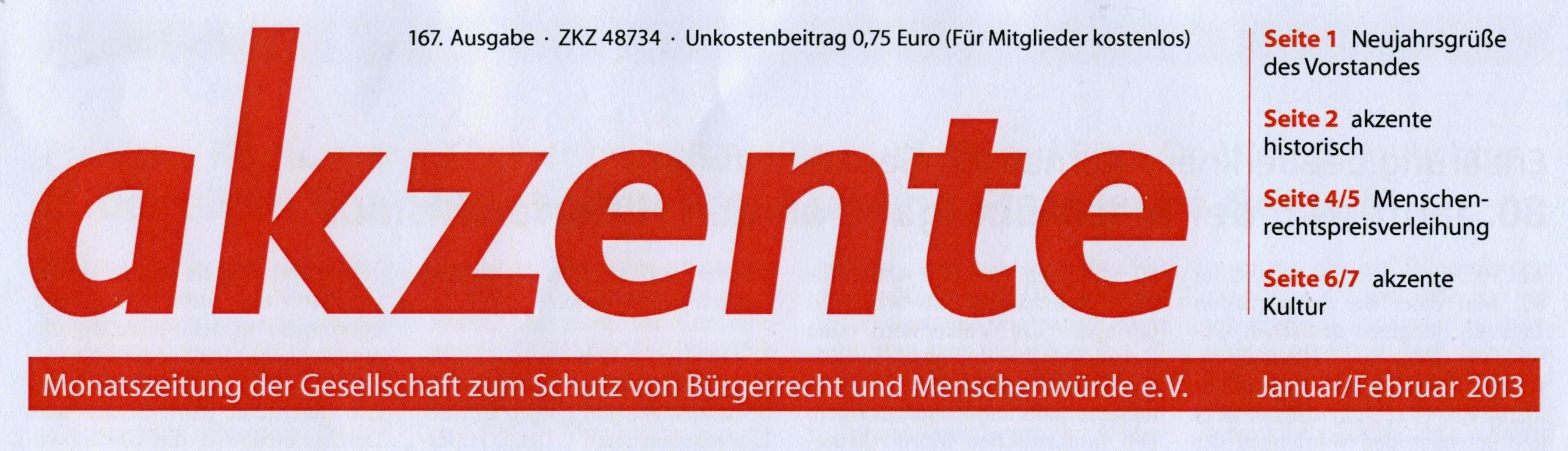
Kopf der Zeitschrift „Akzente“

### Medien
Die GBM gab ab 1994 die vierteljährliche Zeitschrift für soziale Theorie, Menschenrechte und Kultur: Icarus heraus, deren Erscheinen 2012 aus finanziellen Gründen eingestellt wurde. Weiterhin erschien Akzente, die Monatszeitung der GBM.
Daneben war die GBM Herausgeber verschiedener politischer Bücher über die Nachwendezeit sowie einiger Karikaturbände. Nach Einschätzung des Verfassungsschutzes Berlin von 2007 „lassen die GBM-Publikationen (…) eine deutliche Distanz der Autoren zur Bundesrepublik Deutschland und ihrem politischen System erkennen“.

### Mitgliederstruktur
Prägend für das Bild in der Öffentlichkeit waren ältere Personen mit und ohne SED-Kader-Vergangenheit, die nach 1990 ihre Ämter oder Reputation als Angehörige der DDR-Funktionselite oder als Künstler, Wissenschaftler oder Juristen verloren hatten. Die GBM selbst sah sich als parteiunabhängig an.
2010 hatte die GBM nach eigener Aussage 2500 natürliche Mitglieder in 30 Ortsverbänden im Osten Deutschlands.
Angeschlossen als korporative Mitglieder waren verschiedene weitere Vereine, unter anderem die Gesellschaft zur Rechtlichen und Humanitären Unterstützung. Deren Mitglieder wurden nicht zu den GBM-Mitgliedern gerechnet.

### GBM-Logo

Blaue Rose als Logo der GBM

Das GBM-Zeichen war eine Blaue Rose. Das Logo wurde vom ehemaligen DDR-Staatskünstler Walter Womacka entworfen.

### Politische und wissenschaftliche Einordnung
Der Historiker Christian von Ditfurth ordnete 1998 die GBM als eng verflochten mit der PDS ein, ebenso wie die Gesellschaft zur Rechtlichen und Humanitären Unterstützung und die Initiativgemeinschaft zum Schutz der sozialen Rechte. Gleichlautend äußerten sich auch 1999 der DDR-Bürgerrechtler Konrad Weiß und 2006 das Thüringer Sozialministerium, das erklärte, die Stasi-Leute seien heute gut organisiert in Vereinigungen wie der Gesellschaft für Bürgerrechte und Menschenwürde oder der Gesellschaft zur rechtlichen und humanitären Unterstützung.
2004 erwirkte die GBM durch Gerichtsurteil eine Unterlassungsverfügung gegen die Autorin Anna Funder, die in ihrem Buch Stasiland Anschuldigungen gegen die GBM erhoben hatte.
In einer Veröffentlichung der Bayerischen Landeszentrale für politische Bildungsarbeit wurde sie 2006 als ein Beispiel für Organisationen, die sich mit der politischen und juristischen Unterstützung von SED- und MfS-Aktiven befassen, aufgeführt.
In einem ausführlichen Bericht des Berliner Verfassungsschutzes von 2007 heißt es: „Im Vordergrund der Vereinsarbeit steht die Wahrung von DDR-Traditionsbeständen sowie die Mitgliederbetreuung bei der Rentenberatung.“ Die GBM sei somit „zum einen Interessenvertreterin, zum anderen DDR-Brauchtumspflege- und Traditionsverein. […] Eine Beeinflussung des GBM-Vereinslebens durch ehemalige MfS-Angehörige ist nicht feststellbar. […] Sollten ehemalige MfS-Bedienstete eine relevante Gruppe in der GBM darstellen, so nutzen sie den Rahmen der GBM nicht für ihre Agitation. […] Bei den Auftritten ehemaliger, zumeist ranghoher Stasi-Offiziere bei öffentlichen Veranstaltungen seit 2002 hat die GBM wahrscheinlich keine koordinierende Funktion.“ Ferner heißt es in diesem Bericht: „Das Demokratie- und Legitimitätsverständnis der GBM entspricht immer noch dem der SED von 1946 bis 1989.“ Er sieht die GBM als „Plattform für Personen, die nach 1990 ihre Ämter oder Reputation als Angehörige der DDR-Funktionselite oder als Künstler, Wissenschaftler oder Juristen verloren haben“.
Der Historiker Hubertus Knabe bezeichnete die Mitglieder 2007 als „DDR-Nostalgiker“, deren Tätigkeit „ein organisierter Kampf für die Interessen von Stasi- und SED-Kadern“ sei.
Der NDR verpflichtete sich 2007, „zukünftig zu unterlassen, zu behaupten oder zu verbreiten, Stasi-Offiziere hätten die Gesellschaft zum Schutz von Bürgerrecht und Menschenwürde gegründet“. Dies war in der Talkshow Anne Will (Sendung Unrecht vergeht nicht: der lange Schatten der DDR am 30. September jenes Jahres) behauptet worden.
Laut einem Bericht des Tagesspiegel vom April 2008 sah die Berliner Innenverwaltung die GBM als „Zusammenschluss alter Stasi-Mitglieder“.
In einem ausführlichen Bericht des Deutschlandfunks von 2009 hieß es, die GBM sei „eine kuriose Mischung aus Rentnerverein, der sich um die Anhebung der Renten Ostdeutscher bemüht, Menschenrechtsorganisation und DDR-Nostalgieverband.“
Jonas Mueller-Töwe von t-online bezeichnete den Verein 2021 als „Interessenvertretung ehemaliger Stasimitarbeiter“.

## Ziele und Aktivitäten
Als obersten Zweck nannte der Verein den „Schutz der Menschenwürde“, die „Aufdeckung von Menschenrechtsverletzungen“ und „Beiträge zur inneren Einheit Deutschlands“.
Im Mai 2011 legte die GBM dem UN-Ausschuss für wirtschaftliche, soziale und kulturelle Rechte eine Beschwerde über die Verletzung von wirtschaftlichen und sozialen Rechten insbesondere von Menschen in den östlichen Bundesländern vor, die der Ausschuss in seinem Bericht vom 12. Juli 2011 teilweise übernahm. In einem Artikel des Spiegels vom 11. Juli 2011 wurde die Arbeitsweise des UN-Ausschusses kritisiert.
Weiterhin war die GBM an einem Bericht mehrerer Organisationen an den UN-Ausschuss beteiligt.
Die GBM gab seit 1992 unter dem Generalthema „Unfrieden in Deutschland“ sechs Weißbücher heraus:
- Weißbuch I: Diskriminierung in den neuen Bundesländern. Berlin 1992, ISBN 3-928556-06-1.
- Weißbuch II: Wissenschaft und Kultur im Beitrittsgebiet. Berlin 1993, ISBN 3-928556-13-4.
- Weißbuch III: Bildungswesen und Pädagogik im Beitrittsgebiet. Berlin 1994, ISBN 3-928556-29-0.
- Weißbuch IV: Kirche im Sündenfall. Als Pfarrer in Kapellendorf. Mit einem Nachwort von Dieter Frielinghaus. Berlin 1995, ISBN 3-929994-42-9.
- Weißbuch V: Unrecht im Rechtsstaat. Strafrecht und Siegerjustiz im Beitrittsgebiet. Berlin 1995, ISBN 3-929994-43-7.
- Weißbuch VI: Enteignung der Ostdeutschen. Schkeuditz 1999, ISBN 978-3-932725-60-9

Die GBM veranstaltete Rentensprechstunden und Kunstausstellungen. 2010 wurde ein Künstlerlexikon der DDR vorgelegt.

## Mitgliedschaft in Organisationen
- Mitglied im Internationalen Forum nationaler Bürgerbewegungen
- Mitglied des Ostdeutschen Kuratoriums von Verbänden e. V.
- seit 2004 assoziiertes Mitglied des Weltfriedensrates[25]

Nachdem die GBM vergeblich aufgefordert worden war, sich öffentlich von Äußerungen zum Mauerbau zu distanzieren, wurde sie am 23. Mai 2012 aus dem Forum Menschenrechte ausgeschlossen.

## Menschenrechtspreis
Die GBM vergab jährlich einen von ihr so benannten Menschenrechtspreis, der nach Einschätzung des Berliner Verfassungsschutzes an ideologisch nahestehende Personen verliehen wurde.
Preisträger waren:
- 1996: Pastor Dieter Frielinghaus (Brüssow)
- 1997: Rechtsanwalt Pierre Kaldor (Paris)
- 1998: Fidel Castro (Havanna)
- 1999: Pastorin Bé Ruys (Berlin)
- 2000: Schauspielerin Käthe Reichel (Berlin)
- 2001: Welko Walkanow (Sofia)
- 2002: Rechtsanwalt Friedrich Wolff (Berlin)
- 2003: Michel Chossudovsky (Ottawa)
- 2004: Angela Davis (USA)
- 2005: Hermann Klenner (Berlin)
- 2006: Rechtsanwältin Felicia Langer (Tübingen)
- 2007: Vojtěch Filip (Tschechien)
- 2008: Fritz Vilmar
- 2009: Heidrun Hegewald (Berlin), Willi Sitte (Halle), Walter Womacka (Berlin)
- 2010: Lorenz Knorr
- 2011: Martina Bunge
- 2012: Wolfgang Richter, ehemaliger Vorsitzender der GBM
- 2013: Heinrich Fink, Vorsitzender der VVN-BdA
- 2014: Laura von Wimmersperg, Friedensaktivistin (Berlin)
- 2015: Peter Michel, langjähriges Vorstandsmitglied der GBM (Berlin)
- 2016 & 2017: nicht verliehen
- 2018: Hans Modrow
- 2019: Peter Franz (Weimar) und Horst Jäkel (Potsdam)
- 2020: Harald Nestler (Berlin; ehemaliger Handelsrat der DDR in der Volksrepublik China)[22][26]